# Pedro Escuer Ezquerra
Pedro Escuer Ezquerra (Lanaja, 1604 - Zaragoza,  c.1665). Editor, o mercader de libros, que actuó principalmente en Zaragoza entre 1630 y 1650.

## Biografía
Nació en Lanaja en 1604,en el seno de una familia infanzona originaria de Tramacastilla de Tena,documentada desde el siglo XII.
El 27 de septiembre de 1630 aprobó su examen de maestría estableciéndose como librero en Zaragoza. Sus primeras publicaciones salieron en 1631, asociado con Ana del Bo, quien era su ex-suegra y viuda también de otro librero, siendo impresas en la imprenta del Hospital de Nuestra Señora de Gracia.
No solo se dedicó a la publicación de obras, sino también a la compra-venta y distribución de libros en Aragón.
Tuvo éxito en su actividad profesional lo que puede deducirse por el número de aprendices que trabajaron en su taller, siendo hasta cinco entre los años 1633 y 1645, pero también por la talla de los autores a los que publicó, como Tirso de Molina (Parte tercera de las comedias, en 1634), Lope de Vega (La cruz en la sepultura, en 1634) o Francisco de Quevedo (Carta al serenísimo, muy alto y muy poderoso Luis XIII Rey cristianísimo de Francia, en 1635).
Otra de las publicaciones de Pedro que tuvo una gran difusión en cuanto a ejemplares se refiere, fueron los Anales Cronológicos del Mundo, del Abad de Montearagón, en 1634, del que se editaron al menos 500 volúmenes.

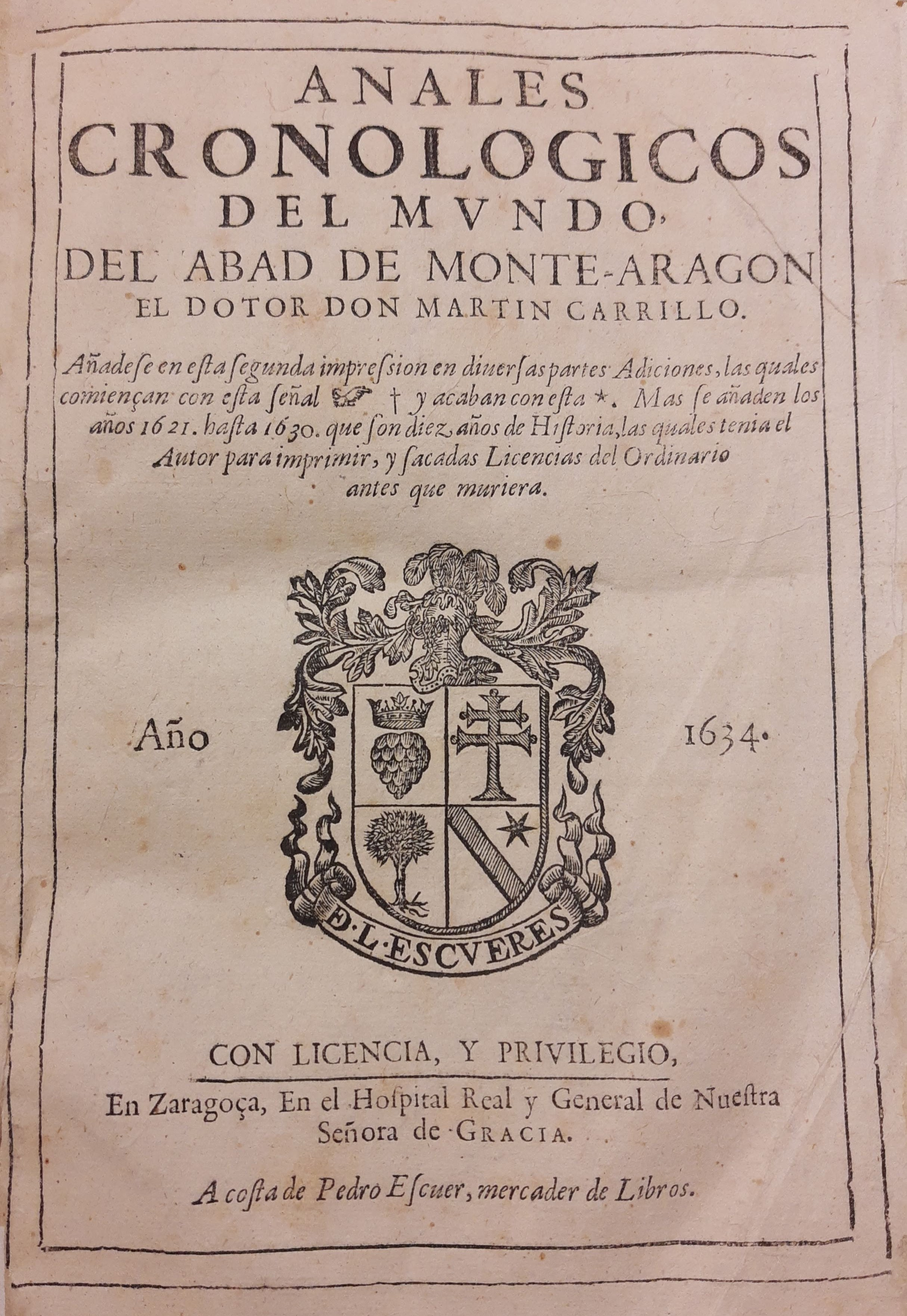
Portada de los Anales Cronológicos del Mundo, publicado en 1634

A pesar de vivir en Zaragoza siguió manteniendo contacto con sus familiares de la comarca de Los Monegros, pues en 1634 adquirió 4.000 sueldos de una comanda a su pariente de igual nombre, el doctor Martín Escuer; mientras que a Martín Ezquerra (labrador de Lanaja), le compró un carro con cuatro mulas.

## Escudo heráldico
Como noble infanzón que era, representó en numerosas ocasiones en las portadas de sus obras, el escudo de su familia, los Escuer, originaria de Tramacastilla de Tena, donde tenía parientes que eran miembros de la Cofradía de infanzones de Santiago allí existente.

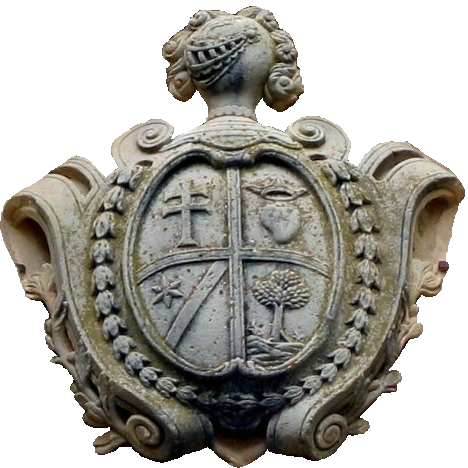
Escudo de los Escuer en el Casal de Ortilla, Huesca

Para la representación de su escudo, Pedro debió tomar como ejemplo, al parecer de manera inadvertida, el reverso del bordado del escudo, que existía en dicha Cofradía, pues en sus publicaciones la disposición de los cuarteles del escudo es inversa al escudo genuino.Sin embargo, todavía se conservan cuatro ejemplares del escudo en piedra, en los diversos casales del linaje en Yebra de Basa, San Julián de Basa, Almudévar y Ortilla, además de una descripción de las armas correctas, que coincide con las piedras mencionadas, que se encuentra en el expediente de infanzonía de 1790 de esta familia.
Su hijo Pedro, consiguió ejecutoria de infanzonía en 1647, como otras ramas de su linaje, como la de su hermano Martín Escuer Ezquerra, natural de Lanaja y asentado en Perdiguera, cuya descendencia obtuvo Ejecutoria en 1687.El reconocimiento de la infanzonía de las distintas ramas desgajadas del solar de origen, en Tramacastilla, fue muy importante para esta familia, por las repercusiones prácticas que ello conllevaba, como la exención del pago de algunos impuestos y el disfrute de ciertos privilegios de índole social.

## Matrimonios e hijos
Contrajo primeras nupcias con María Ballur del Bo, hija del también librero Nicolás Ballur y de su esposa Ana del Bo, que continuó la actividad de su esposo al quedar viuda. De este primer matrimonio no consta descendencia, pues Pedro ya era viudo en 1630.
El 2 de diciembre de 1630, contrajo un nuevo matrimonio con Jerónima Mondina, con quien tuvo a:
- María Escuer Mondina, nacida en 1633;
- Martín Escuer Mondina, nacido en 1636. Médico de Pina de Ebro;
- Pedro Escuer Mondina, nacido en 1638. Ganó Ejecutoria de infanzonía en 1647;
- Jerónima Escuer Mondina, nacida en 1641;
- Felipe Diego Escuer Mondina, nacido en 1644;
- Antonio Mauricio Escuer Mondina, nacido en 1647. En 1675 era médico en Tauste y fue autor de varios escritos de Medicina;
- Benito Escuer Mondina, nacido en 1650;
- Hipólito Escuer Mondina, nacido con posterioridad a 1650, fue doctor en Teología. [12]